# '94 SUMMER CONCERT FOREVER YOURS
『'94 SUMMER CONCERT FOREVER YOURS』（94 サマー コンサート フォーエバー ユアーズ）は、光GENJIのコンサートビデオ、DVD。
VHSは1994年11月18日発売。また、DVDは2003年8月20日に発売。発売元はポニーキャニオン。

## 概要
1994年8月3日 - 27日に行われたコンサート「'光GENJI「FOREVER YOURS」」の模様を収録したコンサートVHS、DVDである。
大沢樹生・佐藤寛之が同年8月末の脱退を発表し、光GENJI名義として最後のライブとなった。

## 収録曲
1. メドレー
  1. STAR LIGHT
  2. Diamondハリケーン
  3. 太陽がいっぱい
  4. CO CO RO
  5. WINNING RUN
  6. Meet Me
  7. BOYS in August
2. TRY TO REMEMBER
3. BREAK THE LAW - 赤坂晃、佐藤敦啓
4. そろそろやっか - 山本淳一、佐藤敦啓
5. どーしようもない - 赤坂晃
6. ガラス細工の宝物 - 佐藤寛之
7. 負けるな - 佐藤寛之
8. UNDULATION - 佐藤寛之
9. BAD BOY - 大沢樹生
10. 裸のままKISSを - 大沢樹生
11. NIGHT WALKER - 大沢樹生
12. Melody Five
13. KOOLじゃ待てない
14. HEAT TRAP
15. 今まさに その時 - 佐藤敦啓
16. HEEBI-JEEBIES - 山本淳一
17. 涙の輝き - 内海光司
18. 真夏の夜の夢 - 山本淳一、佐藤敦啓
19. 恋の温度
20. 夏の終わりのハーモニー - 諸星和巳、赤坂晃
21. APPLE SEED
22. Melody Five
23. さよならの情熱
24. TRY TO REMEMBER
25. 風の歌声に耳をすまして
26. 2.5.7